# José Lobo da Veiga
José D' Azevedo Lobo da Veiga, mais conhecido por José Lobo da Veiga (Lagos, 16 de Maio de 1891 — Lisboa, 1973), foi um pianista e compositor português.

## Biografia

### Nascimento e formação
Nasceu na freguesia de Santa Maria, em Lagos, tendo-se cedo deslocado para a capital, onde ingressou na Academia de Amadores de Música de Lisboa e no Conservatório Nacional de Lisboa; estudou piano, harmonia e composição.

### Carreira artística
Em 1911, rege a orquestra numa récita no Teatro Taborda, em Lisboa, e, em 1912, encontrava-se inscrito na Associação de Classe dos Músicos Portugueses.
Em 1917, foi mobilizando, tendo partido para França, onde participa na Primeira Grande Guerra com o Corpo Expedicionário Português; exerceu a função de sargento motorista. Terminada a guerra, permanece naquele país, como pianista, a convite do Triângulo Vermelho Português, da Associação Cristã da Mocidade, e, em 2 de Março de 1919, concorre num festival de música, recebendo uma cigarreira de prata como recordação.
Regressa a Portugal, sendo contratado, em 1932, para actuar no Pavilhão Avenida da Praia da Rocha, em Portimão. Em 1937, compõe a música do documentário "Algarve em Flor". Entre 1937 e 1938, grava diversos discos para as editoras Columbia Inglesa e Columbia Espanhola, contendo corridinhos compostos por si, onde toca piano acompanhado por Anatólio Falé no acordeão. Também nessa altura, grava discos com corridinhos de outros autores.
Em 1943 e 1944, participou em diversos espectáculos no Coliseu dos Recreios, e actuou no Café Chave D' Ouro, em Lisboa. Em Lagos, participou em vários eventos no Teatro Gil Vicente, em bailes, e em récitas organizadas por Sebastião Murtinheira.

### Falecimento
Morreu na cidade de Lisboa, em 1973.

## Homenagens
Em 16 de Agosto de 2000, a Câmara Municipal de Lagos colocou o seu nome numa rua da Freguesia de Santa Maria, no Concelho de Lagos.

## Discografia[1]
- Lacóbriga (com Anatólio Falé)
- Pois Sim (com Anatólio Falé)
- Tudo Dança Minha Gente (com Anatólio Falé)
- Frente e Disse (com Anatólio Falé)
- Puladinho (com Anatólio Falé)
- Brincando (com Anatólio Falé)
- Rasteira do Sargaçal (com Anatólio Falé)